# Orléans Express
Pour les articles homonymes, voir Orléans (homonymie).
Orléans Express est une enseigne québécoise de Keolis Canada œuvrant dans le transport par autocar. C'est le principal transporteur interurbain de passagers au Québec.

## Histoire
Le groupe Orléans Express a été fondé en 1990 par Sylvain Langis avec cinq partenaires, qui ont acheté une partie des actifs et permis de la compagnie Voyageur Colonial Bus Lines au Québec.
Le groupe Orléans Express fera plusieurs acquisitions au fil des années, notamment les divisions Lanaubus et Murray Hill du Groupe Gaudreault en 2009, ainsi que les opérations interurbaines d'Autobus Bourgeois en 2011.
M. Langis demeura en poste comme président-directeur-général du groupe Orléans pour 22 ans et céda enfin ses parts de l'entreprise a Keolis Canada.
Depuis 2012, Orléans Express appartient entièrement à Keolis Canada, filiale du Groupe Keolis. Chef de file en transport urbain et interurbain en France, le Groupe Keolis est un acteur majeur du transport public de voyageurs en Europe et dans le monde.
Durant la pandémie de Covid-19, le service est interrompu entre mars et juillet 2020. Malgré la réouverture, une baisse d'achalandage et des pertes financières importantes menacent la suspension de plusieurs liaisons. Une aide financière du gouvernement du Québec permet finalement le maintien du service.

## Circuits
| Ligne | Destinations |
| ----- | --- |
| 48    | Montréal ↔ Québec (Express) |
| 48    | Aéroport international Pierre-Elliott-Trudeau de Montréal - Gare d'autocars de Montréal - Terminus Longueuil - Drummondville - Gare d'autocars de Sainte-Foy - Gare du Palais              |
| 41    | Montréal ↔ Québec (Rive-Nord) |
| 41    | Gare d'autocars de Montréal - Repentigny - Berthierville - Trois-Rivières - Gare d'autocars de Sainte-Foy - Gare du Palais                                                                 |
| 10    | Montréal ↔ Québec (Rive-Sud) |
| 10    | Montréal - Terminus Longueuil - Saint-Hyacinthe - Drummondville - Victoriaville - Gare d'autocars de Sainte-Foy - Gare du Palais                                                           |
| 25    | Montréal ↔ Gatineau |
| 25    | Montréal - Aéroport international Pierre-Elliott-Trudeau de Montréal - Kirkland - Gare d'Ottawa - Université d'Ottawa - Place du Portage de Gatineau - Les Promenades Gatineau             |
| 64    | Québec ↔ Rimouski |
| 64    | Gare du Palais - Gare d'autocars de Sainte-Foy - Lévis - Montmagny - La Pocatière - Rivière-du-Loup - Trois-Pistoles - Rimouski                                                            |
| 60    | Rimouski ↔ Gaspé |
| 60    | Rimouski - Mont-Joli - Amqui - Matapédia - Pointe-à-la-Croix - Carleton-sur-Mer - New Richmond - Bonaventure - Paspébiac - Port-Daniel–Gascons - Chandler - Grande-Rivière - Percé - Gaspé |
| 68    | Mont-Joli ↔ Gaspé |
| 68    | Mont-Joli - Matane - Cap-Chat - Sainte-Anne-des-Monts - Saint-Maxime-du-Mont-Louis - Grande-Vallée - Rivière-au-Renard - Gaspé                                                             |

Les lignes d'Orléans Express offrent également des correspondances vers les réseaux d'Intercar, Autobus Maheux et Maritime Bus.

## Transport de colis
Depuis sa création, Orléans Express transporte des colis pour toute la population du Québec. L'ancien système s'appelait Parbus et depuis le 31 octobre 2003, Orléans Express transporte des colis grâce au système dénommé Expédibus.

## Identité visuelle

Logo d'Orléans Express avant 2013.
Logo avant 2017.
Logo depuis 2017.